# Fluorur d'argent(I)
El fluorur d'argent(I) és un compost iònic constituït per cations argent(1+), {\displaystyle {\ce {Ag^+}}} i anions fluorur, {\displaystyle {\ce {F^-}}}, de fórmula {\displaystyle {\ce {AgF}}}. És un compost de color ocre emprat en el tractament de càries.

## Estructura i propietats
El fluorur d'argent cristal·litza en el sistema cúbic, en estructura cúbica simple o de clorur de sodi.
És un compost higroscòpic, molt soluble en aigua, 1800 g/l a 25 °C, la qual cosa el diferencia dels altres halurs d'argent que són insolubles. És poc sensible a la llum a diferència de la resta d'halurs d'argent. Ennegreix molt lentament quan s'exposa a la llum degut a la reducció dels cations argent(1+) a argent metàl·lic.

## Preparació
El fluorur d'argent pot preparar-se dissolen òxid d'argent(I), {\displaystyle {\ce {Ag2O}}}, en una dissolució d'àcid fluorhídric, {\displaystyle {\ce {HF}}}:
{\displaystyle {\ce {Ag2O + 2 HF -> 2 AgF + H2O}}}
L'evaporació d'aquestes dissolucions condueix a la formació de cristalls molt solubles de l'hidrat fluorur d'argent(I) —aigua(1/1), {\displaystyle {\ce {AgF\cdot H2O}}}, que pot deshidratar-se per escalfament a més de 40 °C.

## Aplicacions

Avanç d'una càries dental

El fluorur d'argent(II) s'empra en odontologia en el tractament de càries dentals. En forma de nanopartícules, quan s'aplica una vegada a l'any, té la capacitat d'evitar noves càries i detectar les càries existents amb una alta taxa d'èxit. És una substància segura per a ser usada en humans i té excel·lents propietats antimicrobianes contra els Mutans streptococci i Lactobacilli, els patògens primaris responsables del desenvolupament de la càries dental.
En síntesi orgànica s'empra el fluorur d'argent(I) com a catalitzador en diferents tipus de reaccions i per a substituir altres halògens per fluor:

Substitució d'un clor per un fluor emprant AgF